# Песок (Тигинский сельсовет)
Песок — деревня в Вожегодском районе Вологодской области.
Входит в состав Тигинского сельского поселения, с точки зрения административно-территориального деления — в Тигинский сельсовет.
Расстояние по автодороге до районного центра Вожеги — 24 км, до центра муниципального образования Гридино — 4 км. Ближайшие населённые пункты — Степаниха, Никитинская, Лещевка.
По переписи 2002 года население — 6 человек.